# Đường tỉnh 151
Đường tỉnh 151 hay tỉnh lộ 151, viết tắt ĐT151 hay TL151, là đường tỉnh ở huyện Bảo Thắng và Văn Bàn tỉnh Lào Cai
Đường xuất phát từ ngã ba Xuân Giao trên Quốc lộ 4E (tại Km 21+800) xã Xuân Giao, huyện Bảo Thắng, tỉnh Lào Cai.
Đường đi hướng đông nam, tới ngã ba Khe Lếch Quốc lộ 279 (tại Km 109) xã Sơn Thủy. 22°8′5″B 104°16′48″Đ / 22,13472°B 104,28°Đ
Tiếp theo đường đi trùng với Quốc lộ 279 khoảng 10 km hướng đông bắc, đến cầu Bảo Hà xã Tân An. 22°10′10″B 104°21′8″Đ / 22,16944°B 104,35222°Đ
Từ đó đường đi theo gần bờ phải sông Hồng, qua ranh giới tỉnh ở Khe Sang, huyện Văn Bàn. Điểm kết thúc là làng Cửa Ngòi ở cửa sông Ngòi Hút đổ ra sông Hồng, gần với ga Trái Hút bên bờ trái sông. Đường cao tốc Hà Nội – Lào Cai mở trùm lên đoạn này.
Toàn tuyến đường dài 61 km.